# Deropristus puncticeps
Deropristus puncticeps är en skalbaggsart som beskrevs av Sharp 1903. Deropristus puncticeps ingår i släktet Deropristus och familjen jordlöpare. Inga underarter finns listade i Catalogue of Life.